# Castell de Sant Romà
El Castell de Sant Romà és un castell medieval del municipi de Montellà i Martinet (Cerdanya) que forma part de l'Inventari del Patrimoni Arquitectònic de Catalunya.

## Descripció
És un castell arruïnat del que només resten alguns murs i una torre quadrada, de la que es conserven els quatre murs. La paret nord de la torre té una porta adovellada i la paret sud té dues sageteres. Aquest castell controlava el pas per la vall del Ridolaina, via de comunicació entre el Berguedà i la Cerdanya a través del Pas dels Gosolans i el coll de Tancalaporta. Uns 200 m al nord del castell hi ha el mas deshabitat de Sant Romà, del que resten algunes ruïnes.

## Història
A l'Edat Mitjana, el castell de Sant Romà defensava el pas de la Cerdanya al Berguedà per la vall de Rodolaina. Documentat el 1108, any en què fou encomanat als Pinós, juntament amb els castells de Josa i Ossera.